# A Promise
A Promise (bra: Uma Promessa) é um filme franco-belga de 2013, do gênero drama romântico, dirigido por Patrice Leconte, com roteiro de Jérôme Tonnerre e do próprio Leconte, baseado no romance de Stefan Zweig Reise in die Vergangenheit.